# Il petroliere
Il petroliere (There Will Be Blood) è un film del 2007 scritto e diretto da Paul Thomas Anderson, liberamente tratto dal romanzo Petrolio! di Upton Sinclair. Il film è dedicato alla memoria di Robert Altman.
Pellicola che permise ad Anderson di consacrarsi tra i migliori registi della sua generazione, ai Premi Oscar 2008 fu candidata per un totale di otto nomination, vincendo quelle per il miglior attore e per la miglior fotografia. La performance di Day-Lewis, premiata con l'Oscar per il miglior attore, è universalmente considerata tra le più complesse ed intense della storia del cinema.
Il film, che tocca in maniera profonda temi complessi come la ferocia della natura umana, il capitalismo, la religione, l'ottimismo e l'ossessione, è considerato uno dei migliori film usciti negli anni 2000 ed è citato come un capolavoro del cinema moderno.

## Trama
Nel 1898, Daniel Plainview trova l'argento durante una ricerca nel New Mexico, ma si rompe una gamba. Trascinatosi fuori dalla fossa, porta un campione in un ufficio di analisi e riceve una richiesta di argento e oro.
Nel 1902 scopre il petrolio vicino a Los Angeles e fonda una società di trivellazione, ma in seguito alla morte di un operaio in un incidente, Daniel adotta il figlio orfano dell'uomo. Il ragazzo, HW, diventa il suo socio in affari nominale, permettendo a Daniel di presentarsi a potenziali investitori come un padre di famiglia, intenerendoli.
Nel 1911, Daniel viene avvicinato da Paul Sunday, un giovane che dietro ricompensa gli racconta di un grosso deposito di petrolio sotto la proprietà della sua famiglia a Little Boston, in California; Daniel visita la proprietà dei Sunday e incontra il fratello gemello di Paul, Eli, che è un predicatore locale. Plainview tenta di acquistare la fattoria dei Sunday a un prezzo particolarmente ridotto poiché finge di usarla semplicemente come riserva per cacciare le quaglie, ma la trattativa viene minata da Eli che sa che la terra ha un potenziale di perforazione. In cambio dei diritti sulla proprietà, Eli chiede 10.000 dollari per la sua chiesa: Plainview ne promette al massimo 5.000 e viene così stipulato un accordo per tutto il terreno disponibile all'interno e intorno alla proprietà dei Sunday, ad eccezione di una persona, William Bandy, che non gli lascia la proprietà dopo che Daniel ha trascurato di negoziare personalmente con lui.
Eli chiede il permesso di benedire il pozzo prima che inizi la perforazione; Daniel è apparentemente d'accordo, ma poi si rifiuta di permetterlo al momento prestabilito. Inizia la trivellazione petrolifera e si verificano una serie di disgrazie: un incidente uccide un lavoratore e uno scoppio di gas assorda HW e distrugge l'infrastruttura di perforazione. Eli incolpa i disastri al pozzo al fatto di non essere stato adeguatamente benedetto. Quando Eli chiede pubblicamente i soldi che gli sono ancora dovuti, Daniel ha un raptus di rabbia e lo schiaffeggia dopo averlo trascinato nel fango. A tavola quella sera stessa Eli sfoga la sua frustrazione attaccando e rimproverando suo padre in modo simile, incolpandolo di aver svenduto la loro terra.
Un uomo arriva alla porta di Daniel affermando di essere il suo fratellastro, Henry. Daniel lo assume e i due si avvicinano, finché un geloso HW dà fuoco alla loro casa una notte con l'intenzione di uccidere Henry, così Daniel lo spedisce in una scuola per non udenti a San Francisco. Il giorno dopo, un rappresentante della Standard Oil si offre di rilevare gli interessi locali di Daniel, ma, dopo una presunta offesa, Daniel rifiuta e conclude invece un accordo con la Union Oil per costruire un oleodotto fino alla costa della California. Tuttavia il ranch di Bandy rimane un ostacolo.
Durante una discussione sulla loro città natale, Daniel diventa sospettoso riguardo alla storia di Henry e una notte lo affronta, minacciandolo con una pistola. "Henry" confessa di essere un amico del vero Henry, morto infatti di tubercolosi, e di averlo impersonato nella speranza che Daniel potesse dargli un lavoro ed una possibilità di uscire dalla sua condizione di miseria. Accecato dalla rabbia, Daniel uccide l'impostore e seppellisce il suo corpo, per poi bere molto e piangere per il resto della notte.
La mattina dopo Daniel viene svegliato da Bandy. Il contadino è un devoto seguace della chiesa di Eli, che lo ha spinto ad accordarsi con Plainview: se questi si pentirà pubblicamente nella chiesa di Eli, Bandy offrirà in cambio la concessione di una servitù per l'oleodotto che attraversa la sua terra. Come parte del suo battesimo, Eli umilia Daniel restituendogli gli schiaffi e costringendolo a confessare di aver abbandonato suo figlio. Qualche tempo dopo, mentre l'oleodotto è in costruzione, HW si riunisce con Daniel ed Eli lascia Little Boston per andare a fare il lavoro del missionario.
Nel 1927, HW sposa Mary Sunday, la sorella minore di Paul ed Eli. Daniel, ora estremamente ricco ma alcolizzato ed instabile, vive da solo in una grande villa. Attraverso un interprete del linguaggio dei segni, HW va a fargli visita e chiede a suo padre di sciogliere la loro collaborazione in modo da poter fondare la sua compagnia di trivellazioni indipendente in Messico. Daniel reagisce con rabbia e prende in giro la sordità di HW prima di rivelare le sue vere origini di "bastardo trovato in un cesto". Il ragazzo dice al padre adottivo che è contento che non siano imparentati e se ne va, lasciando Daniel stravolto dall’abbandono del figlio.
Mentre Daniel, ubriaco, è sulla pista da bowling privata della sua villa, riceve la visita di Eli, che ora è un predicatore radiofonico. Eli si offre di vendere a Daniel i diritti di proprietà sul ranch di Bandy, poiché quest’ultimo è morto di recente e suo nipote è altrettanto devoto alla sua chiesa. In cambio di un generosissimo bonus potrà sfruttare gli ultimi giacimenti di petrolio rimasti a Little Boston. Daniel è d'accordo a condizione che Eli denunci la sua fede e la sua stessa credibilità. Dopo un'iniziale riluttanza Eli acconsente ma Daniel gli rivela freddamente che la proprietà dei Bandy è ormai priva di valore perché i pozzi vicini di Daniel hanno già prosciugato tutto il petrolio a causa del drenaggio. Disperato, Eli confessa di aver perso tutti i soldi nel crollo del mercato azionario del 1929 e di essersi allontanato dalla sua morale, supplicando Daniel di aiutarlo. Per tutta risposta il magnate si prende pesantemente gioco di lui prima di inseguirlo per la pista da bowling e picchiarlo a morte con un birillo. Quando il suo maggiordomo arriva sul posto per chiedere del trambusto, Daniel risponde: "Ho finito".

## Produzione

### Sviluppo
Dopo che Eric Schlosser ha finito di scrivere Fast Food Nation, i giornalisti hanno continuato a chiedergli di Upton Sinclair. Sebbene avesse letto il libro di Sinclair La giungla, non sapeva delle sue altre opere o di qualcosa sullo stesso Sinclair. Decise di leggere la maggior parte delle opere di Sinclair e alla fine lesse il romanzo Oil!, che amava. Schlosser, che ha trovato il libro eccitante e ha pensato che sarebbe stato un grande film, ha cercato la tenuta di Sinclair e ha acquistato i diritti del film. Pensava che avrebbe provato a trovare un regista appassionato quanto lui del libro, ma il regista Paul Thomas Anderson lo ha contattato per primo.
Anderson stava lavorando a una sceneggiatura su due famiglie in lotta. Ha ricontrollato la sceneggiatura e presto si è reso conto che non funzionava. Dunque, ha acquistato una copia di olio! a Londra, attratto dall'illustrazione di copertina di un giacimento petrolifero della California. Mentre leggeva, Anderson divenne più affascinato dal romanzo. Dopo aver contattato Schlosser, ha adattato le prime 150 pagine a una sceneggiatura. Ha iniziato a farsi un'idea reale di dove stava andando la sua sceneggiatura dopo aver fatto molti viaggi nei musei dedicati ai primi petrolieri a Bakersfield. Anderson ha cambiato il titolo da Oil! a There will be blood perché sentiva che "non c'è abbastanza del libro per sentirsi come se fosse un adattamento adeguato".
Ha detto sullo scrivere la sceneggiatura:
Ricordo l'aspetto della mia scrivania, con così tanti diversi ritagli di carta e libri sull'industria petrolifera all'inizio del 20º secolo, mescolati con pezzi di altre sceneggiature che avevo scritto. Tutto proveniva da così tante fonti diverse. Ma il libro è stato un grande trampolino di lancio. Era così coerente, il modo in cui Upton Sinclair ha scritto di quel periodo e delle sue esperienze intorno ai giacimenti petroliferi e questi petrolieri indipendenti. Detto questo, il libro è così lungo che alla fine abbiamo usato solo le prime duecento pagine, perché c'è un punto in cui si allontana molto dalla storia originale. Siamo stati davvero infedeli al libro. Questo non vuol dire che non mi sia piaciuto molto il libro; lo amavo. Ma c'erano tante altre cose in giro. E a un certo punto, mi sono reso conto delle cose su cui si basava. Ciò di cui stava scrivendo era la vita dei [baroni del petrolio] Edward Doheny e Harry Sinclair. Quindi è stato come avere un ottimo collaboratore, il libro.
Anderson, che aveva detto che gli sarebbe piaciuto lavorare con Daniel Day-Lewis, ha scritto la sceneggiatura pensando a Day-Lewis e si è avvicinato all'attore quando la sceneggiatura era quasi completa. Anderson aveva sentito che a Day-Lewis piaceva il suo film precedente Ubriaco d'amore, che gli ha dato la sicurezza di consegnare a Day-Lewis una copia della sceneggiatura incompleta. Secondo Day-Lewis, essere stato invitato a fare il film è stato sufficiente per convincerlo. In un'intervista con The New York Observer, ha spiegato che ciò che lo ha portato al progetto è stata "la comprensione che [Anderson] era già entrato in quel mondo, [lui] non lo stava osservando - [c'era] entrato - e in effetti [lui] lo popolava di personaggi che [lui] sentiva avevano una vita propria".
Anderson ha detto che la battuta nella scena finale, "Bevo il tuo frullato!", è stata parafrasata da una citazione dell'ex Segretario degli Interni e senatore degli Stati Uniti del New Mexico, Albert Fall, parlando prima di un'indagine del Congresso sullo Scandalo Teapot Dome. Anderson si è detto affascinato "nel vedere quella parola ["milkshake"] tra tutte queste testimonianze e terminologie ufficiali" per spiegare il complicato processo di drenaggio del petrolio.
Nel 2013, un tentativo indipendente di individuare la dichiarazione nella testimonianza di Fall si è rivelato infruttuoso: un articolo pubblicato sulla Case Western Reserve Law Review ha suggerito che la vera fonte della citazione parafrasata potrebbe invece essere stata un'osservazione nel 2003 del senatore Pete Domenici del New Mexico durante un dibattito sulla perforazione nell'Arctic National Wildlife Refuge. In quelle osservazioni Domenici affermava:
Il petrolio è sottoterra, verrà trivellato e verrà fuori. Ecco un gigantesco serbatoio sotterraneo. Proprio come una cannuccia ricurva, la metti sottoterra e la muovi, e il "milkshake" è laggiù, e il tuo bambino vuole il "milkshake", e si siedono qui nella loro camera da letto dove si sentono male, e loro basta inghiottirlo dal fondo della cucina, dove non devi nemmeno spostare il Mix Master che ha preparato il gelato per loro. Non devi portarlo in camera da letto. Questo descrive la perforazione effettiva che sta avvenendo.
Secondo Joanne Sellar, uno dei produttori del film, è stato un film difficile da finanziare perché "gli studi non pensavano che avesse la portata di un film importante". Ci sono voluti due anni per acquisire i finanziamenti per il film. Per il ruolo del "figlio" di Plainview, Anderson ha guardato le persone a Los Angeles e New York City, ma si è reso conto che avevano bisogno di qualcuno del Texas che sapesse sparare con i fucili e "vivere in quel mondo". I cineasti hanno chiesto in giro in una scuola e il preside ha raccomandato Dillon Freasier. Non gli hanno fatto leggere nessuna scena e, invece, gli hanno parlato.
Per costruire il suo personaggio, Day-Lewis ha iniziato con la voce. Anderson gli ha inviato registrazioni dalla fine del XIX secolo al 1927 e una copia del film del 1948 The Treasure of the Sierra Madre, inclusi documentari sul suo regista, John Huston, che ha avuto un'importante influenza sul film di Anderson. Secondo Anderson, è stato ispirato dal fatto che Sierra Madre parla "di avidità, ambizione e paranoia e di guardare le parti peggiori di te stesso". Mentre scriveva la sceneggiatura, metteva il film prima di andare a letto la sera. Per ricercare il ruolo, Day-Lewis ha letto le lettere dei lavoratori e ha studiato le fotografie dell'epoca. Ha anche documentato il magnate del petrolio Edward Doheny, su cui il libro di Sinclair è vagamente basato.

### Riprese
Le riprese principali sono iniziate nel giugno 2006 in un ranch a Marfa, Texas, e sono durate tre mesi. Altre riprese in esterni si sono svolte a Los Angeles. Il film è stato girato utilizzando telecamere Panavision XL 35 mm equipaggiate principalmente con Panavision serie C e obiettivi anamorfici ad alta velocità. Anderson ha cercato di girare la sceneggiatura in sequenza con la maggior parte dei set del ranch.
Due settimane dopo, Anderson ha sostituito l'attore che interpretava Eli Sunday con Paul Dano, che originariamente era stato scelto solo per il ruolo molto più piccolo di Paul Sunday, il fratello che ha informato Plainview del petrolio nel ranch della domenica. Un profilo di Day-Lewis sul New York Times Magazine ha suggerito che l'attore originale, Kel O'Neill, era stato intimidito dall'intensità e dall'abitudine di Day-Lewis di rimanere nel personaggio dentro e fuori dal set. Anderson, Day-Lewis e O'Neill hanno tutti negato questa affermazione, e Day-Lewis ha dichiarato: "Non credo assolutamente che sia stato perché era intimidito da me. Si dà il caso che lo creda... e spero di avere ragione." O'Neill ha attribuito il suo licenziamento a uno scarso rapporto di lavoro con Anderson e al suo crescente disinteresse per la recitazione.
Anderson ha visto Dano per la prima volta in The Ballad of Jack and Rose e ha pensato che sarebbe stato perfetto per interpretare Paul Sunday, un ruolo che inizialmente immaginava fosse un ragazzo di 12 o 13 anni. Dano ha avuto solo quattro giorni per prepararsi al ruolo molto più ampio di Eli Sunday, ma ha studiato il periodo di tempo in cui è ambientato il film così come i predicatori evangelici. Le due settimane precedenti di scene con Sunday e Plainview dovevano essere girate di nuovo con Dano invece che con O'Neill.
Le scene all'interno della villa sono state girate alla Greystone Mansion a Beverly Hills, l'ex casa reale di Edward Doheny Jr., un regalo di suo padre, Edward Doheny. Le scene girate a Greystone hanno coinvolto l'attenta ristrutturazione della pista da bowling a due corsie del seminterrato. Anderson ha detto che era "una situazione particolare, perché era così ristretta che poteva esserci solo un numero molto limitato di persone in un dato momento, forse cinque o sei dietro la telecamera e poi i due ragazzi". Day-Lewis in seguito si ruppe una costola in una caduta durante le riprese.
Anderson ha dedicato il film a Robert Altman, morto durante il montaggio.

### Musica
Anderson era un fan della musica dei Radiohead ed è rimasto impressionato dalla colonna sonora di Jonny Greenwood per il film Bodysong. Mentre scriveva la sceneggiatura di There Will Be Blood, Anderson ha ascoltato il pezzo orchestrale di Greenwood Popcorn Superhet Receiver, che lo ha spinto a chiedere a Greenwood di lavorare con lui. Dopo aver inizialmente accettato di scrivere la colonna sonora del film, Greenwood ha avuto dei dubbi e ha pensato di tirarsi indietro, ma la rassicurazione e l'entusiasmo di Anderson per il film lo hanno convinto a continuare.  Anderson diede a Greenwood una copia del film e tre settimane dopo tornò con due ore di musica registrata agli Abbey Road Studios di Londra. Per quanto riguarda il suo approccio alla composizione della colonna sonora, Greenwood ha dichiarato a Entertainment Weekly:
Penso che non si trattasse necessariamente solo di fare musica d'epoca, cosa che tradizionalmente faresti. Ma poiché erano suoni orchestrali tradizionali, suppongo che sperassimo fosse un po' inquietante, anche se sai che tutti i suoni che senti provengono da una tecnologia molto vecchia. Puoi semplicemente fare cose con l'orchestra classica che ti turbano, che sono leggermente sbagliate, che hanno una sorta di corrente sotterranea che è leggermente sinistra. 
Nel dicembre 2008, la colonna sonora di Greenwood è stata nominata per un Grammy nella categoria miglior colonna sonora per i media visivi per i 51° Grammy Awards. Presenta musica classica, come il terzo movimento ("Vivace Non Troppo") del Concerto per violino in re maggiore di Johannes Brahms e Fratres di Arvo Pärt per violoncello e pianoforte.
La colonna sonora di Greenwood ha ricevuto l'Orso d'argento per l'eccezionale contributo artistico (musica) al 58º Festival di Berlino nel 2008.

## Distribuzione
È uscito negli Usa il 10 dicembre 2007 in un'anteprima a New York, per poi essere distribuito il 26 dicembre. In Italia è uscito il 15 febbraio 2008. Il budget è stato di 25 milioni di dollari e gli incassi totali sono stati di oltre 76 milioni di dollari nel mondo, di cui 40 negli Stati Uniti.

## Accoglienza
Elogiato dalla critica, la rivista del British Film Institute Sight & Sound l'ha indicato fra i trenta film chiave del primo decennio del XXI secolo. Nel 2019 invece la rivista The Guardian l'ha classificato come il miglior film uscito nel nuovo millennio.
Nel 2016, il canale audio-televisivo britannico BBC ha compiuto un sondaggio tra 177 critici cinematografici da 36 paesi. Lo scopo è stato quello di individuare il più grande film del XXI secolo (tra quelli distribuiti in sala tra il 2000 e il 2015). Il film Il petroliere si è guadagnato il terzo posto in classifica, dopo Mulholland Drive (al primo posto) e In the Mood for Love (al secondo posto).

## Merchandising
Il film ha ispirato un'edizione speciale del gioco da tavolo Monopoly, che parafrasando il titolo originale della pellicola, There Will Be Blood, si chiama There Will Be Monopoly: Bastard in a Basket Edition. Bastard in a Basket è la frase con cui Daniel rivela al figlio di essere stato adottato.

## Riconoscimenti
- 2008 - Premio Oscar
  - Miglior attore protagonista a Daniel Day-Lewis
  - Migliore fotografia a Robert Elswit
  - Candidatura Miglior film a JoAnne Sellar, Daniel Lupi e Paul Thomas Anderson
  - Candidatura Migliore regia a Paul Thomas Anderson
  - Candidatura Migliore sceneggiatura non originale a Paul Thomas Anderson
  - Candidatura Migliore scenografia a Jack Fisk e Jim Erickson
  - Candidatura Miglior montaggio a Dylan Tichenor
  - Candidatura Miglior montaggio sonoro a Matthew Wood e Christopher Scarabosio
- 2008 - Golden Globe
  - Miglior attore in un film drammatico a Daniel Day-Lewis
  - Candidatura Miglior film drammatico
- 2008 - Premio BAFTA
  - Miglior attore protagonista a Daniel Day-Lewis
  - Candidatura Miglior film a JoAnne Sellar, Daniel Lupi e Paul Thomas Anderson
  - Candidatura Migliore regia a Paul Thomas Anderson
  - Candidatura Miglior attore non protagonista a Paul Dano
  - Candidatura Migliore sceneggiatura non originale a Paul Thomas Anderson
  - Candidatura Migliore fotografia a Robert Elswit
  - Candidatura Migliore scenografia a Jack Fisk e Jim Erickson
  - Candidatura Miglior sonoro a Christopher Scarabosio, Matthew Wood, John Pritchett, Michael Semanick e Tom Johnson
  - Candidatura Miglior colonna sonora a Jonny Greenwood
- 2008 - Saturn Award
  - Candidatura Miglior film d'azione/di avventura/thriller
  - Candidatura Miglior attore protagonista a Daniel Day-Lewis
  - Candidatura Miglior colonna sonora a Jonny Greenwood
- 2009 - Premio César
  - Candidatura Miglior film straniero a Paul Thomas Anderson
- 2009 - David di Donatello
  - Candidatura Miglior film straniero a Paul Thomas Anderson
- 2008 - Kansas City Film Critics Circle Award
  - Miglior film
  - Migliore regia a Paul Thomas Anderson
  - Miglior attore protagonista a Daniel Day-Lewis
- 2008 - Festival di Berlino
  - Orso d'Argento per il miglior regista a Paul Thomas Anderson
  - Orso d'Argento (per il contributo artistico) a Jonny Greenwood
  - Candidatura Orso d'Oro a Paul Thomas Anderson
- 2008 - Directors Guild of America
  - Candidatura DGA Award a Paul Thomas Anderson
- 2008 - Writers Guild of America
  - Candidatura WGA Award a Paul Thomas Anderson
- 2008 - International Online Film Critics' Poll
  - Migliori dieci film a Paul Thomas Anderson
  - Miglior attore a Daniel Day-Lewis
  - Candidatura Miglior film a JoAnne Sellar, Daniel Lupi e Paul Thomas Anderson
  - Candidatura Miglior regia a Paul Thomas Anderson
  - Candidatura Miglior cast al cast de "Il petroliere"
  - Candidatura Migliore sceneggiatura non originale a Paul Thomas Anderson
  - Candidatura Migliore scenografia a Jack Fisk e Jim Erickson
  - Candidatura Migliore fotografia a Robert Elswit
- 2010 - International Online Film Critics' Poll
  - Migliori dieci film del decennio a JoAnne Sellar, Daniel Lupi e Paul Thomas Anderson
  - Candidatura Miglior attore del decennio a Daniel Day-Lewis
- 2007 - Southeastern Film Critics Association Award
  - Miglior attore protagonista a Daniel Day-Lewis
  - Candidatura Miglior film
- 2007 - Las Vegas Film Critics Society Award
  - Miglior attore protagonista a Daniel Day-Lewis
  - Migliore fotografia a Robert Elswit
  - Miglior colonna sonora a Jonny Greenwood
- 2009 - Empire Award
  - Candidatura Miglior film
  - Candidatura Migliore regia a Paul Thomas Anderson
  - Candidatura Miglior attore protagonista a Daniel Day-Lewis
  - Candidatura Miglior colonna sonora a Jonny Greenwood
- 2008 - Central Ohio Film Critics Association Award
  - Miglior attore protagonista a Daniel Day-Lewis
  - Candidatura Miglior film
  - Candidatura Migliore regia a Paul Thomas Anderson
  - Candidatura Migliore sceneggiatura non originale a Paul Thomas Anderson
- 2007 - Chicago Film Critics Association Award
  - Miglior attore protagonista a Daniel Day-Lewis
  - Candidatura Miglior film
  - Candidatura Migliore regia a Paul Thomas Anderson
  - Candidatura Migliore sceneggiatura non originale a Paul Thomas Anderson
  - Candidatura Migliore fotografia a Robert Elswit
  - Candidatura Miglior colonna sonora a Jonny Greenwood
- 2007 - Los Angeles Film Critics Association Award
  - Miglior film
  - Migliore regia a Paul Thomas Anderson
  - Miglior attore protagonista a Daniel Day-Lewis
  - Migliore scenografia a Jack Fisk
- 2007 - New York Film Critics Circle Award
  - Miglior attore protagonista a Daniel Day-Lewis
  - Migliore fotografia a Robert Elswit
  - Candidatura Miglior film
  - Candidatura Migliore regia a Paul Thomas Anderson
- 2008 - Critics' Choice Movie Award
  - Miglior attore protagonista a Daniel Day-Lewis
  - Miglior colonna sonora a Johnny Greenwood
  - Candidatura Miglior film
- 2007 - AFI Award
  - Film AFI dell'anno a JoAnne Sellar, Daniel Lupi e Paul Thomas Anderson
- 2007 - Satellite Award
  - Candidatura Migliore fotografia a Robert Elswit
- 2008 - Screen Actors Guild Award
  - Miglior attore protagonista a Daniel Day-Lewis
- 2009 - Grammy Award
  - Candidatura Miglior colonna sonora a Jonny Greenwood
- 2008 - Academy of Motion Picture Arts and Sciences of Argentina
  - Candidatura Miglior film straniero a Paul Thomas Anderson
- 2008 - Amanda Award
  - Miglior film straniero a Paul Thomas Anderson
- 2008 - American Cinema Editors
  - Candidatura Miglior montaggio a Dylan Tichenor
- 2008 - Evening Standard British Film Award
  - Miglior attore protagonista a Daniel Day-Lewis
  - Miglior colonna sonora a Jonny Greenwood
- 2008 - American Society of Cinematographers
  - Migliore fotografia a Robert Elswit
- 2008 - Art Directors Guild
  - Migliore scenografia a Jack Fisk e David Crank
- 2007/2009 - Austin Film Critics Association
  - Miglior film
  - Migliore regia a Paul Thomas Anderson
  - Miglior attore protagonista a Daniel Day-Lewis
  - Migliore fotografia a Robert Elswit
  - Miglior colonna sonora a Jonny Greenwood
  - Candidatura Miglior film del decennio (2007)
- 2009 - Bodil Award
  - Miglior film a Paul Thomas Anderson
- 2008 - British Society of Cinematographers
  - Candidatura Migliore fotografia a Robert Elswit
- 2008 - Chlotrudis Award
  - Migliore regia a Paul Thomas Anderson
  - Miglior attore protagonista a Daniel Day-Lewis
  - Miglior attore non protagonista a Paul Dano
  - Candidatura Miglior film
  - Candidatura Migliore sceneggiatura non originale a Paul Thomas Anderson
- 2007 - Dallas-Fort Worth Film Critics Association Award
  - Miglior attore protagonista a Daniel Day-Lewis
  - Candidatura Miglior film
  - Candidatura Migliore regia a Paul Thomas Anderson
- 2009 - Film Critics Circle of Australia Award
  - Candidatura Miglior film straniero a Paul Thomas Anderson
- 2007 - Florida Film Critics Circle Award
  - Miglior attore protagonista a Daniel Day-Lewis
- 2008 - Golden Eagle Award
  - Miglior film straniero a Paul Thomas Anderson
- 2008 - Golden Trailer Award
  - Miglior Spot TV
- 2009 - Guldbagge Award
  - Candidatura Miglior film straniero a Paul Thomas Anderson
- 2008 - Irish Film and Television Award
  - Miglior attore internazionale a Daniel Day-Lewis
- 2008 - Nastro d'argento
  - Candidatura Migliore regia a Paul Thomas Anderson
- 2008 - London Critics Circle Film Award
  - Regista dell'anno a Paul Thomas Anderson
  - Attore dell'anno a Daniel Day-Lewis
  - Candidatura Film dell'anno
  - Candidatura SCeneggiatore dell'anno a Paul Thomas Anderson
- 2008 - National Society of Film Critics Award
  - Miglior film
  - Migliore regia a Paul Thomas Anderson
  - Miglior attore protagonista a Daniel Day-Lewis
  - Migliore fotografia a Robert Elswit
  - Candidatura Miglior colonna sonora a Jonny Greenwood
- 2008 - Online Film Critics Society Award
  - Miglior attore protagonista a Daniel Day-Lewis
  - Miglior colonna sonora a Jonny Greenwood
  - Candidatura Miglior film
  - Candidatura Migliore regia a Paul Thomas Anderson
  - Candidatura Migliore sceneggiatura non originale a Paul Thomas Anderson
  - Candidatura Migliore fotografia a Robert Elswit
  - Candidatura Miglior montaggio a Dylan Tichenor
- 2008 - PEN Center USA West Literary Award
  - Migliore sceneggiatura a Paul Thomas Anderson
- 2008 - PGA Award
  - Candidatura Migliori produttori dell'anno a JoAnne Sellar, Daniel Lupi e Paul Thomas Anderson
- 2008 - Palm Springs International Film Festival
  - Palma del Deserto a Daniel Day-Lewis
- 2007 - Phoenix Film Critics Society Award
  - Miglior attore protagonista a Daniel Day-Lewis
- 2009 - Robert Festival
  - Candidatura Miglior film a Paul Thomas Anderson
- 2008 - Russian Guild of Film Critics
  - Candidatura Miglior film straniero a Paul Thomas Anderson
- 2007 - San Diego Film Critics Society Award
  - Migliore regia a Paul Thomas Anderson
  - Miglior attore protagonista a Daniel Day-Lewis
  - Migliore sceneggiatura non originale a Paul Thomas Anderson
  - Migliore colonna sonora a Jonny Greenwood
  - Candidatura Miglior film
  - Candidatura Migliore fotografia a Robert Elswit
- 2008 - San Sebastián International Film Festival
  - FIPRESCI Film dell'anno a Paul Thomas Anderson
- 2008 - USC Scripter Award
  - Candidatura Migliore sceneggiatura a Paul Thomas Anderson e Upton Sinclair
- 2008 - Vancouver Film Critics Circle
  - Miglior attore protagonista a Daniel Day-Lewis
  - Candidatura Migliore regia a Paul Thomas Anderson
- 2008 - World Soundtrack Award
  - Candidatura Miglior colonna sonora dell'anno a Jonny Greenwood
- 2008 - Young Artist Award
  - Candidatura Miglior giovane attore non protagonista a Dillon Freasier